# Camponotus abrahami
Camponotus abrahami é uma espécie de inseto do gênero Camponotus, pertencente à família Formicidae.